# Malcolm David Erskine
Malcolm David Erskine, britanski general, * 1903, † 1949.